# مكسيكالي
مكسيكالي Mexicali عاصمة مقاطعة باها نورتي المكسيكية ومن أكبر مدنها. يبلغ عدد سكانها 601,938 نسمة

## الموقع

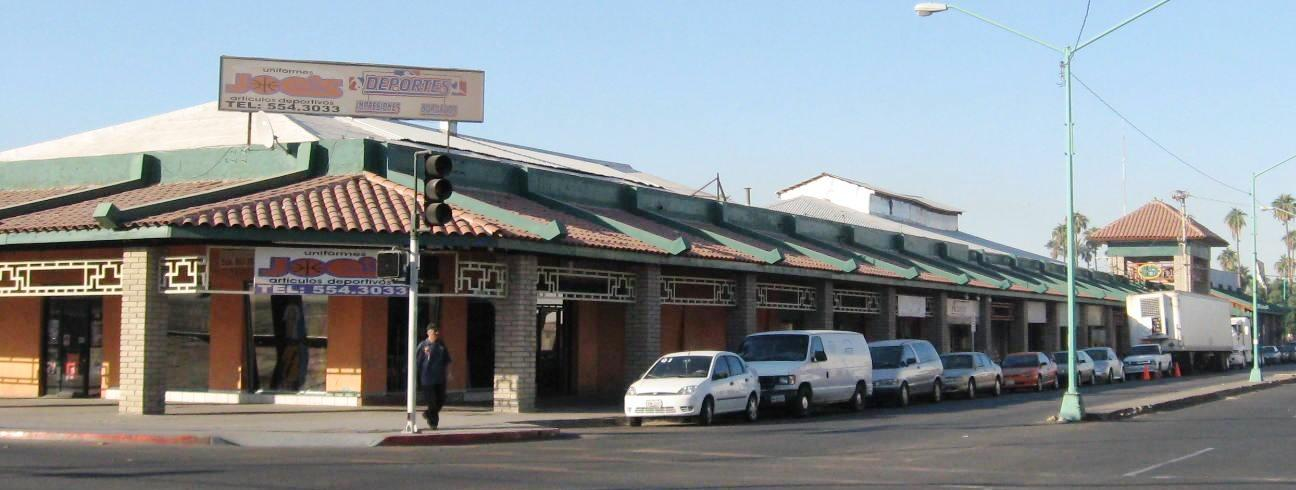
ABSA shopping center near Lopez Mateos Street

تقع مكسيكالي على الحدود مباشرة من كاليكسيكو في كاليفورنيا بالولايات المتحدة الأمريكية. واسم المدينتين مزيج من كلمتي المكسيك وكاليفورنيا.

## تاريخ

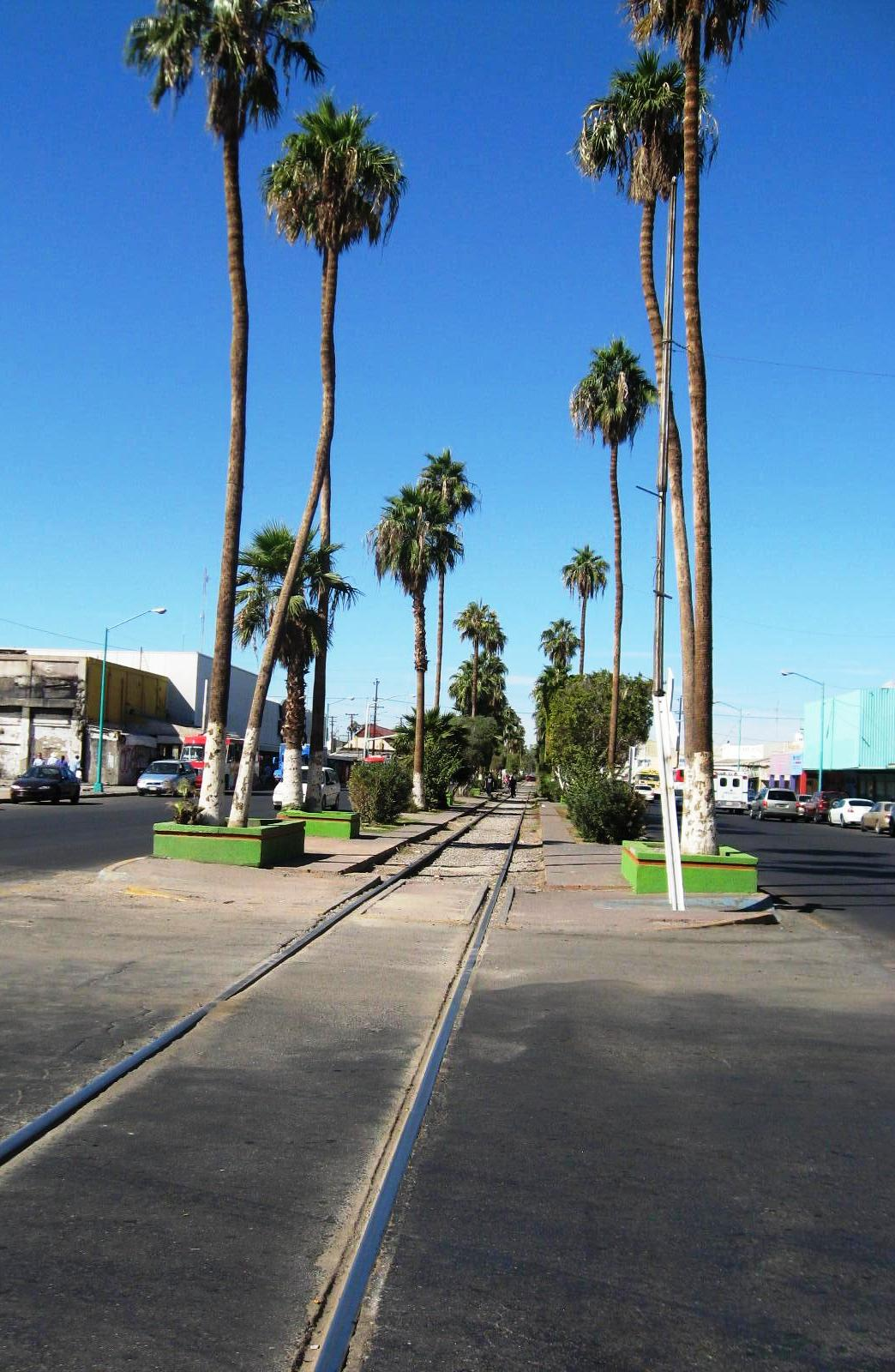
Rail tracks on Avenida Lopez Mateos leading north to the border crossing.

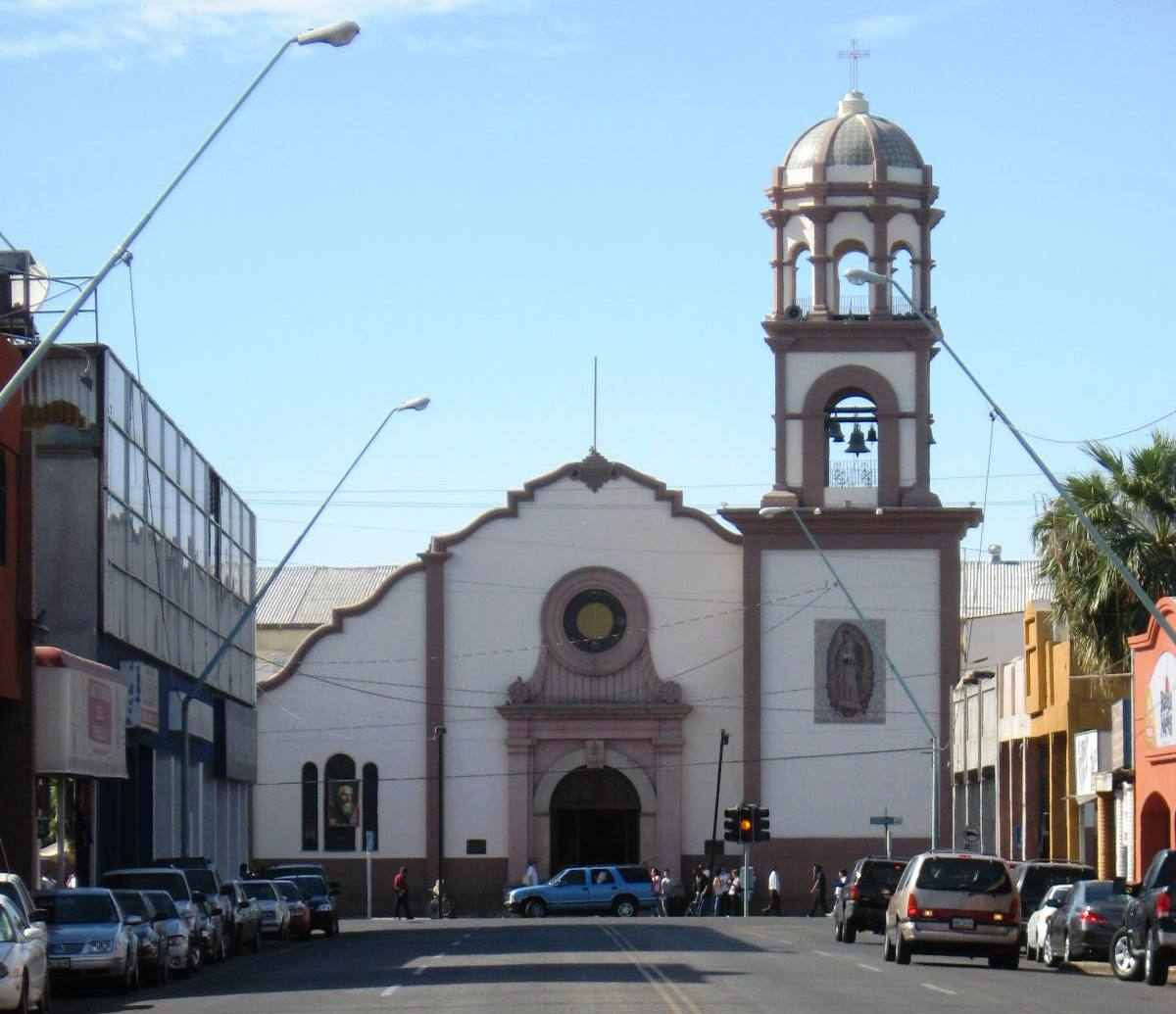
Nuestra Señora de Guadalupe Cathedral in the city center

تم تأسيس مدينة مكسيكالي في عام 1903م. واليوم تُعد المدينة مركزًا سياحيًا. ويتمتع السياح بمشاهدة مصارعة الثيران على الطريقة المكسيكالية، والروديوم، وسباقات حصان العربة، والمطاعم المكسيكية والشرقية ومنطقة الأسواق. وتحتوي المدينة على متحف تاريخي ونماذج من الهندسة المعمارية الحديثة والقديمة، المبنية على النمط الأسباني.

## توأمة
لمكسيكالي اتفاقيات توأمة مع:
- تيخوانا

## أعلام
- خوسيه ألبرتو غارسيا
- كيكي كامارينا
- خوسيه فورتوناتو ألفاريز فالديز
- مارغريتا أورتيغا
- كارلوس غيرون
- لوبيتا جونز
- خورخي إنريكيز